# Palenque de San Basilio
Palenque de San Basilio is een dorp bij de Montes de María, nabij Cartagena in Colombia.
Het was een van de vele ommuurde gemeenschappen (palenque) die door ontsnapte slaven zijn gebouwd in de zestiende en zeventiende eeuw. Palenque de San Basilio werd in 1713 het eerste vrije dorp in Amerika toen de Spaanse koning de belegering van het ommuurde bergdorp opgaf. Palenque de San Basilio is de laatst overgebleven palenque en ontwikkelde een unieke culturele traditie.

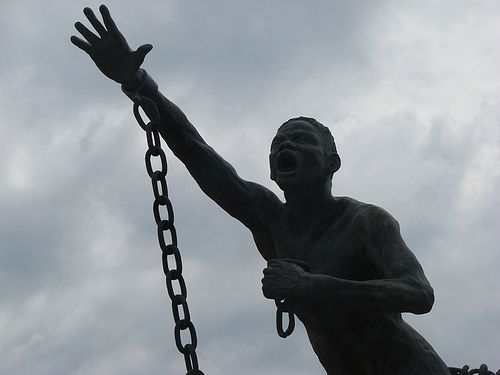
Benkos Bioho

Benkos Bioho, een voormalig Afrikaanse koning, stichtte het dorp van de Marrons in de zestiende eeuw. Hij ontsnapte met tien anderen uit Cartagena en stichtte het legendarische dorp van de Cimarróns. In 1619 werd Benkos Bioho opgehangen. Benkos Bioho is een voorouder van de Afro-Colombiaanse zanger Paulino Salgado Valdez.
De culturele traditie staat sinds vermeld op de Lijst van Meesterwerken van het Orale en Immateriële Erfgoed van de Mensheid en bevat sociale, medische en religieuze gebruiken en muzikale en orale tradities. Veel van deze tradities hebben Afrikaanse wortels. De sociale organisatie is gebaseerd op familienetwerken en leeftijdsgroepen (ma kuagro). Het lidmaatschap bevat rechten en plichten tegenover andere groepsleden. Het dagelijkse werk en speciale evenementen worden door alle kuagro-leden opgepakt.
Muzikale expressies zoals de Bullernege sentado', de Son palenquero of Son de negro worden opgevoerd tijdens festivals en huwelijken.
De pelenquero-taal staat centraal in de cultuur, dit is naast het Papiaments de enige Creoolse taal in Latijns-Amerika met een Spaanse basis en grammaticale karakteristieken uit andere Bantutalen.

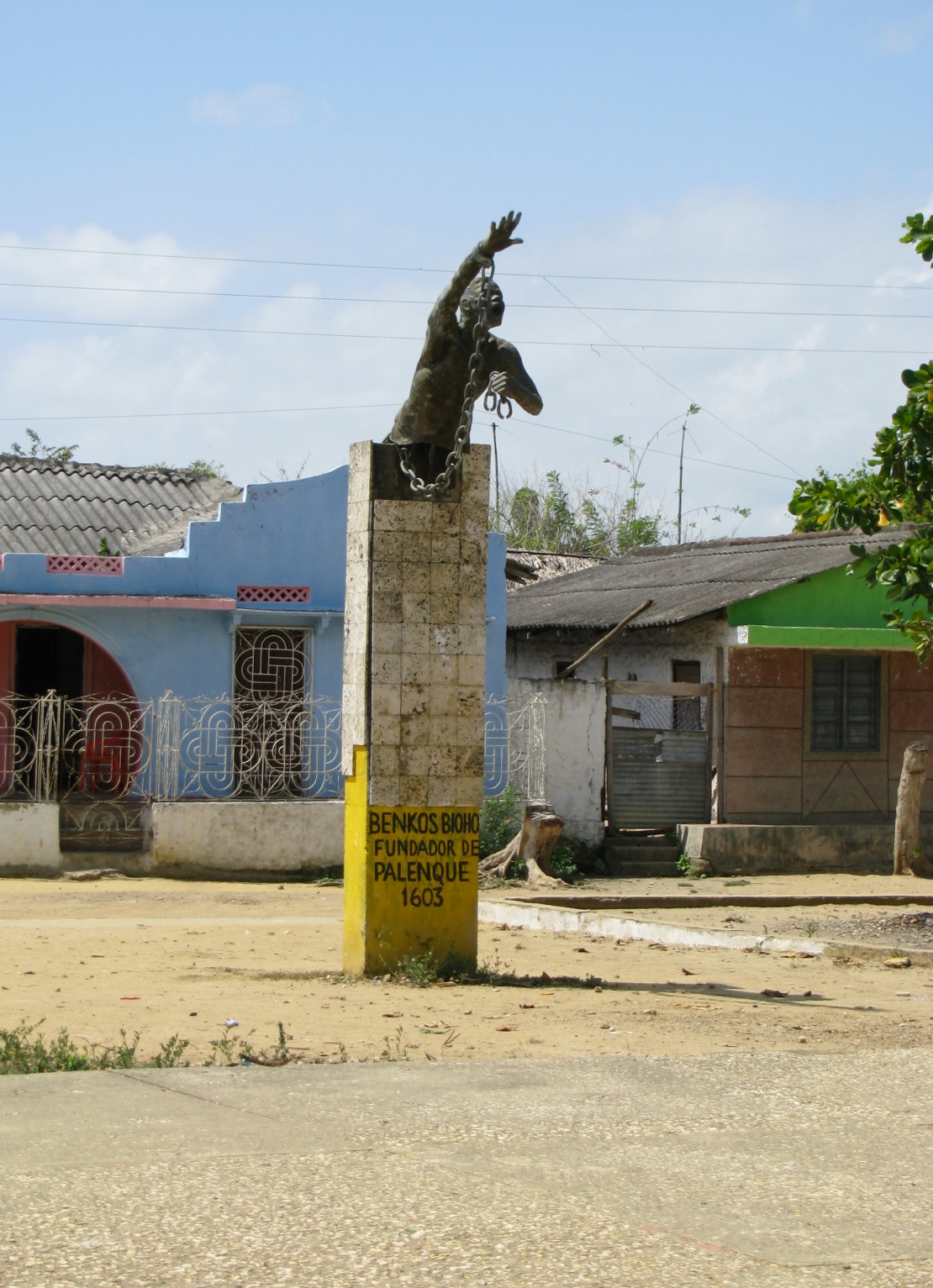
Beeld van Benkos Bioho op het plein in Palenque de San Basilio

- Bibliothèque nationale de France: cb11987154d (data)
- Library of Congress Control Number: n80076121
- Nationale Bibliotheek van Israël: 987007550200605171
- Système universitaire de documentation: 027935787
- Virtual International Authority File: 127839912